# St. Wolfgang (Heubach)

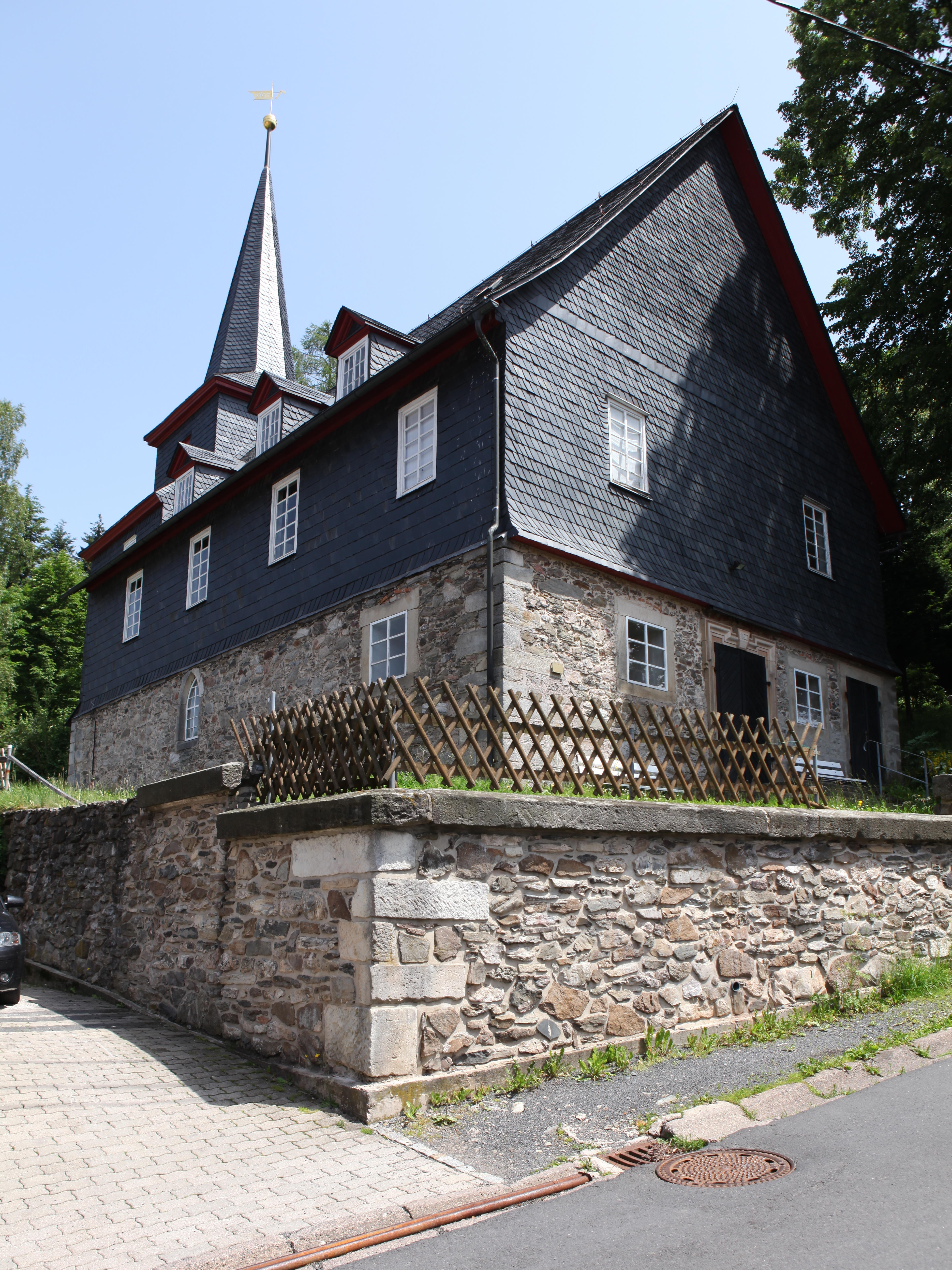
St. Wolfgang

Die denkmalgeschützte evangelische Dorfkirche St. Wolfgang steht im Ortsteil Heubach der Gemeinde Masserberg im Landkreis Hildburghausen in Thüringen.
Während des Dreißigjährigen Krieges von 1623 bis 1624 wurde die Dorfkirche erbaut. Das Dorf Heubach und somit auch die Dorfkirche lagen an der ehemaligen Heer- und Handelsstraße von Nürnberg nach Erfurt.
Das ursprüngliche Fachwerk wurde seit etwa 150 Jahren durch Dachschiefer verdeckt. 
Der Innenraum ist eine dreischiffige Emporenhalle mit Emporen in zwei Etagen, die untere Etage dreiseitig umlaufend, die obere nur an den Längsseiten. Die hölzernen Flachdecken sind schmucklos. Die Emporen und Decke stützenden Holzpfeiler sind teils klassizistisch streng, teils in barocken Formen gehalten.
Die Kirche besitzt zwei Emporen. Gegenüber dem Altar befindet sich die Orgel, die Anfang der 1840er Jahre vom Orgelbauer Schmidt aus Schmiedefeld eingebaut wurde. Sie ersetzte eine Orgel von Johann Christian Dotzauer aus den Jahren 1755–1757. Die barocke Kanzel ist, dem Haus angepasst, eingebunden.
1995 erneuerte man die Außenfassade gründlich und die Turmspitze wurde vergoldet. Auch das Beil als Symbol des Schutzpatrons brachte man an. 